# Noah Kalina
Noah Kalina é um fotógrafo de arte norte-americano. Grande parte do trabalho de Kalina concentra-se na passagem do tempo, incluindo seu conhecido projeto Everyday, que mostra o envelhecimento de um ser humano. Suas fotografias apareceram na The New York Times Magazine, Monocle, Businessweek, Nylon, Esquire, Le Monde e Interview, entre outras.

## Vida
Nascido em Huntington, Nova York, em 4 de julho de 1980, Kalina estudou na Harborfields High School. Ele se formou na Escola de Artes Visuais. Durante anos ele morou em Williamsburg, Brooklyn, mas Kalina agora trabalha em um estúdio em Lumberland, Nova York. Kalina criou uma série de fotografias amplamente exibidas, geralmente trabalhando em formato médio, usando a câmera dinamarquesa Phase One XF + parte traseira IQ3 com lentes Schneider e Phase One e estroboscópios Profoto.

## Trabalhos baseados no tempo
Vários projetos de Kalina foram considerados exames da passagem do tempo. Ao retornar a um assunto posteriormente e criar fotografias adicionais dele, uma sequência de suas imagens chama a atenção tanto para os aspectos do assunto que mudaram quanto para os aspectos que permaneceram os mesmos. Os projetos que utilizam esse formato incluem Everyday (ele próprio, desde 2000), Domino Sugar (a Domino Sugar Factory, desde 2010), River e N1 (o cruzamento da River Street com a North 1st Street no Brooklyn, desde 2013), Lumberland (um preto nogueira, desde 2015) e The River (Rio Delaware, desde 2015). Em 2020, o The New York Times encomendou uma nova série estendida de fotos de Kalina, ao longo do tempo, da vista da janela de seu quarto, de outubro de 2020 a junho de 2021.

## Everyday
Kalina começou a tirar fotos de si mesmo todos os dias a partir de 11 de janeiro de 2000, aos 19 anos. O vídeo Everyday mostra as fotos cronologicamente, seis por segundo, com uma partitura original para piano de sua ex-namorada Carly Comando. Kalina carregou o vídeo em agosto de 2006, onde recebeu ampla atenção e desde então se tornou objeto de homenagens e paródias. O projeto de longo prazo está em andamento. Desde 2009, Kalina usa a Nikon Coolpix S10 para fazer seus retratos diários.

## Outras fotografias notáveis
O estilo de fotografia de Kalina foi descrito como "meditativo" e "tranquilo".
- Em maio de 2012, Kalina criou o retrato oficial do casamento de Mark Zuckerberg e Priscilla Chan em seu quintal em Palo Alto, Califórnia[11].
- Em 2012, a Disney selecionou Kalina para produzir uma série de fotografias de seus personagens em seus parques chamada "The Looking Glass".
- Em 2013, o conglomerado General Electric contratou Kalina para produzir fotografias em seu recém-inaugurado local de testes de motores a jato de US$ 50 milhões para documentar os desenvolvimentos da aviação[12].
- Em 2016, a gigante tecnológica Google enviou Kalina para documentar através de fotografia os seus centros de dados em todo o mundo[13].
- Em 2019, após grandes reformas, o Museu de Arte Moderna encomendou uma série de fotografias para destacar a sua campanha de reabertura “o Novo MoMA”[14].

## Projetos Adicionais
Em julho de 2019, Kalina começou a publicar um popular boletim informativo por e-mail cobrindo tópicos como fotografia e natureza. Kalina comentou que este projeto é seu foco principal. Em outubro de 2020, Kalina e o diretor comercial Adam Lisagor lançaram o podcast All Consuming, onde analisam marcas diretas ao consumidor que anunciam no Instagram.

## Exibições
| Ano  | Título                                                                    | Galeria                                                      | Localização                 |
| ---- | ------------------------------------------------------------------------- | ------------------------------------------------------------ | --------------------------- |
| 2022 | The Wood for the Trees                                                    | Hawk & Hive                                                  | Andes, Nova York            |
| 2021 | Over Time                                                                 | Catskill Art Society                                         | Livingston Manor, Nova York |
| 2021 | The River                                                                 | Nonneta and Friends Creative                                 | Barryville, Nova York       |
| 2021 | XII Edition                                                               | Magmart                                                      | Nápoles, Itália             |
| 2020 | Village Motel                                                             | Gallerie Blanc                                               | Montreal, Canadá            |
| 2020 | everyday                                                                  | VSOP Projects                                                | Greenport, Nova York        |
| 2019 | This Must Be The Place                                                    | VSOP Projects                                                | Greenport, Nova York        |
| 2018 | Cosmik Debris                                                             | VSOP Projects                                                | Greenport, Nova York        |
| 2018 | Decode: Artist Interpret Data                                             | John Jay College of Criminal Justice                         | Nova York                   |
| 2018 | The Great Outdoors                                                        | Hurleyville Arts Centre                                      | Hurleyville, Nova York      |
| 2017 | Landscapes and Interventions                                              | Hathaway Gallery                                             | Atlanta, Geórgia            |
| 2017 | Projected                                                                 | International Center of Photography                          | Nova York                   |
| 2017 | Daydreams and Nightmares                                                  | VSOP Projects                                                | Greenport, Nova York        |
| 2017 | The Fog                                                                   | Catskill Art Society                                         | Livingston Manor, Nova York |
| 2015 | In the Mood: Photography and the Everyday                                 | University of La Vern - Irene Carlson Gallery of Photography | La Verne, Califórnia        |
| 2015 | Selfie: From Self Portrait to Staging the Self                            | Brandts Museum of Photographic Art                           | Odense, Dinamarka           |
| 2015 | Tomorrow Has Passed                                                       | One-Eyed Jacks Gallery                                       | Brighton, Reino Unido       |
| 2014 | Performance: Contemporary Photography from the Douglas Nielsen Collection | Center for Creative Photography                              | Tucson, Arizona             |
| 2013 | Flowers                                                                   | 17 Frost                                                     | Brooklyn, Nova York         |
| 2013 | Lovin' it?                                                                | Bromer Art Collection                                        | Roggwil, Suíça              |
| 2013 | These Friends 4                                                           | THIS LA                                                      | Los Angeles, Califórnia     |
| 2012 | Myths and Realities                                                       | Visual Arts Gallery                                          | Nova York                   |
| 2012 | Faces, Places and Spaces                                                  | Arvada Center for the Arts and Humanities                    | Arvada, Colorado            |
| 2012 | Biennale of Social Design                                                 | Utrecht Manifest                                             | Utrecht, Países Baixos      |
| 2011 | Borders                                                                   | THIS LA                                                      | Los Angeles, Califórnia     |
| 2011 | As Time Goes By                                                           | Triennale di Milano                                          | Milão, Itália               |
| 2011 | And Introducing…                                                          | Worksound Gallery                                            | Portland, Óregão            |
| 2011 | ilmage: The Uncommon Portrait                                             | Portsmouth Museum of Art                                     | Portsmouth, Nova Hampshire  |
| 2010 | Night Gallery                                                             | Corcoran School of the Arts and Design                       | Washington, DC              |
| 2010 | Playground                                                                | Octane                                                       | Atlanta, Geórgia            |
| 2010 | Thanks for Sharing                                                        | D21 Kunstraum                                                | Leipzig, Alemanha           |
| 2010 | Cercle Vicieux                                                            | Espace 201                                                   | Montreal, Canadá            |
| 2010 | Pro'jekt LA 3: Dear Diary                                                 | MOPLA - Space 15 Twenty                                      | Los Angeles, Califórnia     |
| 2010 | these friends                                                             | THIS LA                                                      | Los Angeles, Califórnia     |